# Jean-Baptiste-Melchior Hertel de Rouville
Pour les articles homonymes, voir Hertel de Rouville.
Jean-Baptiste-Melchior Hertel de Rouville (21 octobre 1748-30 novembre 1817) est un homme politique canadien.

## Biographie
Il est le fils de René-Ovide Hertel de Rouville et le petit-fils de Jean-Baptiste Hertel de Rouville. Il est le père de Jean-Baptiste-René Hertel de Rouville.

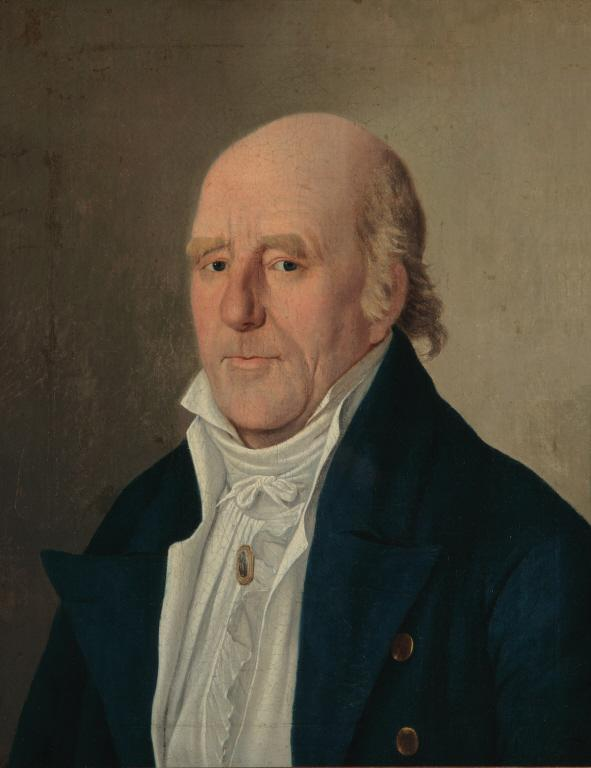
Jean-Baptiste-Melchior Hertel de Rouville
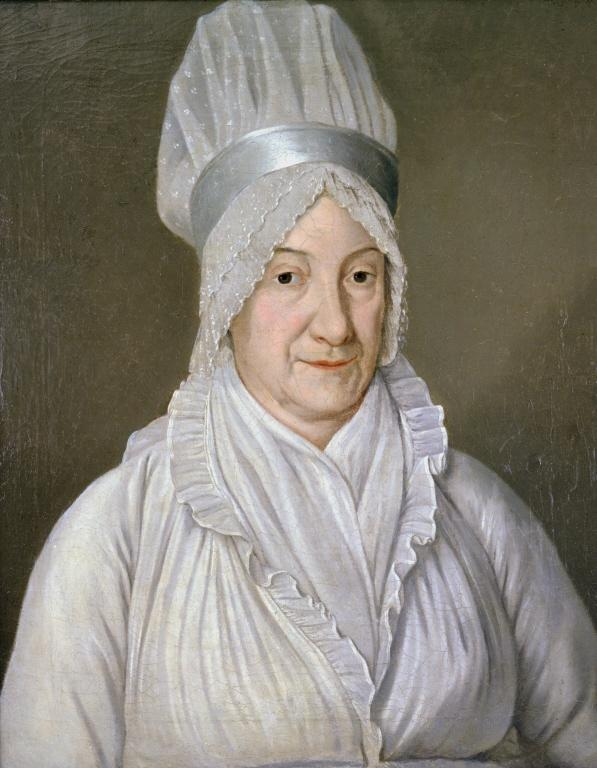
Marie-Anne Hervieux Hertel de Rouville